# Tom McEvoy
Tom McEvoy, född 14 november 1944 i Grand Rapids, Michigan, är en amerikansk professionell pokerspelare och författare.
McEvoy jobbade till en början som revisor, men slutade jobbet och tog upp pokern på heltid 1978. Tom lärde sig spela poker redan vid fem års ålder och hamnade ofta i trubbel under grundskoleperioden, då han ägnade mycket tid åt spelandet.
McEvoy vann World Series of Poker 1983:s Main Event och spelar, poker än i dag. Hans heads-up-match mot Rod Peate var den längsta i WSOP:s historia, fram tills 2006, då Chip Reese och Andy Bloch duellerade under $50,000 H.O.R.S.E-eventet 2006 i 426 minuter.
I mars 2006 vann McEvoy det tredje Professional Poker Tour-eventet någonsin, mot en uppställning av endast proffsspelare. Tom var också den första spelaren att vinna ett Main Event via satellit.
Tom McEvoy har skrivit ett flertal pokerböcker, både på egen hand och tillsammans med andra (därtill hör spelare såsom T.J. Cloutier och Don Vines). Han är kolumnist för pokertidningen CardPlayer Magazine och representatör för PokerStars.com.
Från 2007 räknat, uppgår McEvoys sammanlagda turneringsvinster till över $2 600 000.

## WSOP-armband
| År   | Turnering                                   | Pris (USD) |
| ---- | ------------------------------------------- | ---------- |
| 1983 | $1 000 Limit Hold'em                        | $117 000   |
| 1983 | $10 000 No Limit Hold'em World Championship | $580 000   |
| 1986 | $1 000 Razz                                 | $52 400    |
| 1992 | $1 500 Limit Omaha                          | $79 200    |